# Sẻ thông vàng châu Âu

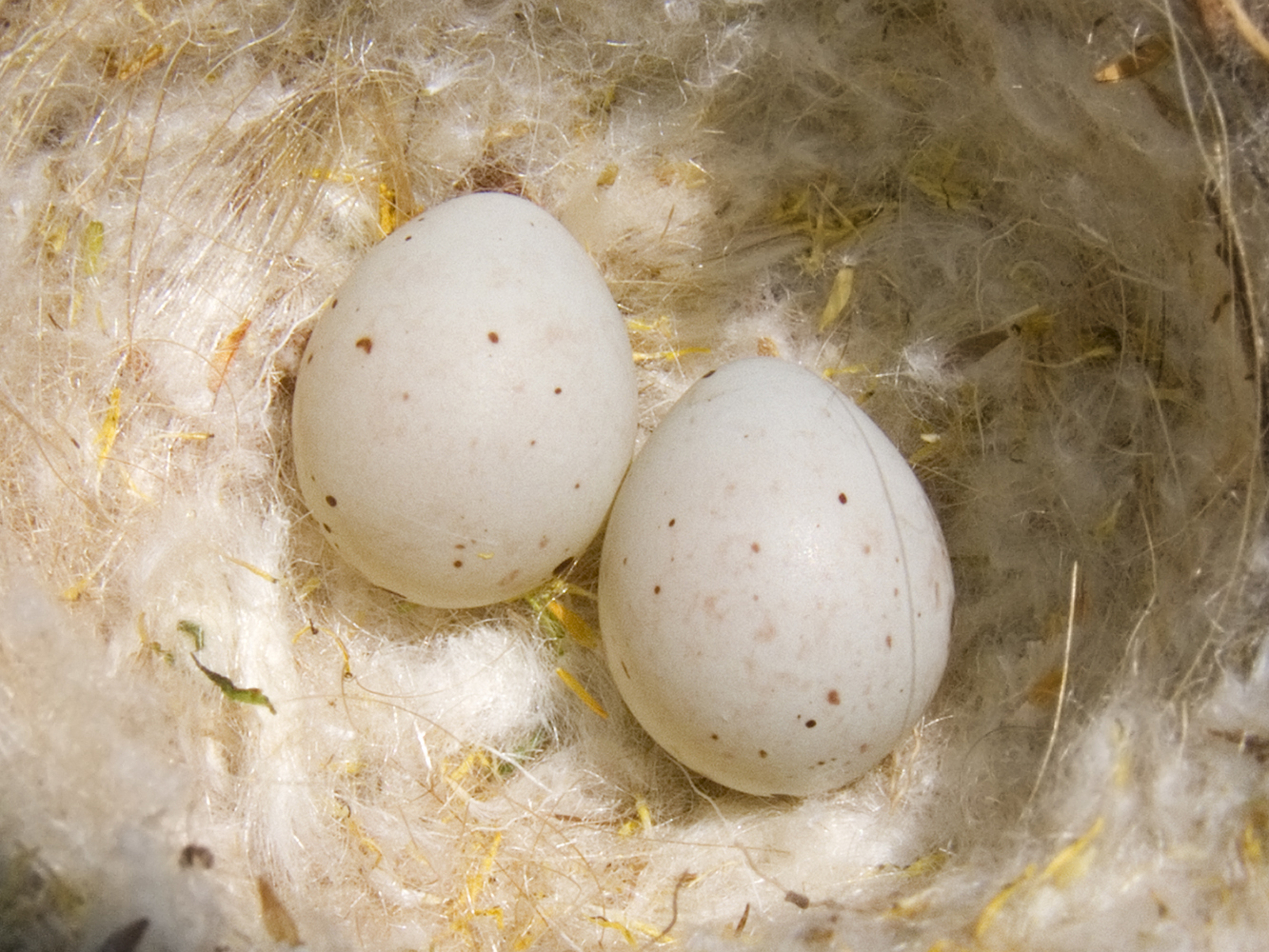
Tổ và trứng.

Sẻ thông vàng châu Âu (danh pháp hai phần: Carduelis carduelis) là một loài chim trong họ Fringillidae.
Loài chim này sinh sản khắp châu Âu, Bắc Mỹ, và tây và Trung Á, ở trong các rừng một phần cây gỗ, mở. Nó là loài định cư ở phía tây ôn hòa hơn thuộc phạm vi phân bố của nó, nhưng di trú từ vùng lạnh hơn. Nó cũng có sự di chuyển cục bộ, thậm chí ở phía tây, để thoát khỏi thời tiết xấu. Nó đã được nhập nội tới nhiều khu vực của thế giới.
Chiều dài trung bình 12–13 cm với sải cánh dài 21–25 cm và cân nặng 14-19 gram. 